# Черногрудая трёхпёрстка
Черногрудая трёхперстка (лат. Turnix melanogaster) — вид птиц из семейства трёхпёрсток.
Эндемик Австралии. Распространён на юго-востоке Квинсленда и на севере Нового Южного Уэльса. Встречается в светлых влажных лесах.
Птица длиной 18—20 см. Самки крупнее самцов. Окраска рябая. Верхняя часть тела коричневого, белого, чёрного и бежевого цветов, нижняя — желтовато-белого и чёрного. На груди заметна продольная чёрная полоса. Окраска оперения самки ярче.
Гнездо представляет собой неглубокую ямку размером 10 на 6 см, выстланную листьями, мхом и сухой растительностью. Его часто размещают между корней растений. Самка откладывает три или четыре блестящих серо-белых яйца размером 28×23 мм с коричнево-чёрными пятнами. Инкубация длится от 18 до 21 дня.